# Episodi di The End of the F***ing World (prima stagione)
La prima stagione della serie televisiva The End of the F***ing World ha debuttato sul canale Channel 4 il 24 ottobre 2017, con il primo episodio. Nello stesso giorno l'intera stagione è stata pubblicata sul servizio video on demand All 4.
Il 5 gennaio 2018 la stagione è stata resa disponibile da Netflix a livello internazionale.
| nº | Titolo originale | Titolo italiano | Prima TV UK     | Pubblicazione Italia |
| -- | ---------------- | --------------- | --------------- | -------------------- |
| 1  | Episode 1        | Episodio 1      | 24 ottobre 2017 | 5 gennaio 2018       |
| 2  | Episode 2        | Episodio 2      | 24 ottobre 2017 | 5 gennaio 2018       |
| 3  | Episode 3        | Episodio 3      | 24 ottobre 2017 | 5 gennaio 2018       |
| 4  | Episode 4        | Episodio 4      | 24 ottobre 2017 | 5 gennaio 2018       |
| 5  | Episode 5        | Episodio 5      | 24 ottobre 2017 | 5 gennaio 2018       |
| 6  | Episode 6        | Episodio 6      | 24 ottobre 2017 | 5 gennaio 2018       |
| 7  | Episode 7        | Episodio 7      | 24 ottobre 2017 | 5 gennaio 2018       |
| 8  | Episode 8        | Episodio 8      | 24 ottobre 2017 | 5 gennaio 2018       |

## Episodio 1
- Titolo originale: Episode 1
- Diretto da: Jonathan Entwistle
- Scritto da: Charlie Covell

### Trama
James, giovane diciassettenne convinto di essere uno psicopatico, presenta brevemente la sua vita. Non ha senso dell'umorismo, ha istinti violenti contro il padre che non sopporta e a nove anni pur di sentire qualcosa infilò la mano in una friggitrice. A quindici anni portò il gatto dei vicini nel bosco e lo uccise. Tre anni dopo, limitarsi a uccidere animali non gli basta più, così comincia a progettare il suo primo omicidio, pensando di scegliere tra i ragazzi della sua scuola. Viene tuttavia colto di sorpresa da Alyssa, una ragazza sfrontata appena arrivata nella scuola, della quale si nota subito il comportamento lunatico e i modi di fare sgarbati. I due cominciano un bizzarro rapporto, mentre James cova segretamente l'intenzione di usarla come sua prima vittima umana. Finge così di innamorarsi di lei. Alyssa gli propone di trovarsi un giorno per fare sesso, ma arriva in ritardo all'appuntamento perché rimasta bloccata in una festa a casa sua; il patrigno le dice che sarebbe meglio se lei se ne andasse da casa e la madre, pur sentendo la conversazione, non interviene a difenderla. Alyssa allora raggiunge James e gli chiede di lasciare la città con lei. Il ragazzo accetta e quando suo padre torna a casa, lo aggredisce con un pugno. Insieme ad Alyssa sale sull'auto del padre e parte, armato di coltello, determinato a uccidere la ragazza.

## Episodio 2
- Titolo originale: Episode 2
- Diretto da: Jonathan Entwistle
- Scritto da: Charlie Covell

### Trama
Liberi e senza meta, Alyssa e James vanno a giocare a un laser tag, per poi cenare a un ristorante e scappare,  quando si accorgono di non avere più soldi. Dopo aver fatto schiantare l'auto contro un albero, riescono a prendere un passaggio da Martin, uomo di mezza età che Alyssa tratta subito con sospetto. Si fermano a mangiare in un diner e nel bagno James lascia che Martin gli prenda la mano per farsi toccare, nonostante ne sia disgustato. Alyssa li scopre e si fa consegnare il portafoglio dall'uomo, minacciandolo di raccontare l'abuso alla polizia e a sua moglie. Dopo aver preso una stanza in albergo, James pensa di uccidere la ragazza appena uscita dal bagno ma, sentendola piangere da dietro la porta, cambia idea. Alyssa chiama casa e chiede al patrigno di passarle la madre, ma lui le nega la possibilità. La ragazza, così, propone a James di andare alla ricerca del padre biologico, che non vede da quando ha otto anni, e lui accetta.

## Episodio 3
- Titolo originale: Episode 3
- Diretto da: Jonathan Entwistle
- Scritto da: Charlie Covell

### Trama
Dopo aver lasciato l'hotel, James e Alyssa si stabiliscono temporaneamente in una grande casa il cui proprietario sembra mancare da parecchio tempo. Alyssa prova a fare sesso orale con James ma, quando lui l'interrompe con una scusa, si arrabbia e se ne va. Passeggiando la ragazza incontra un ragazzo di nome Topher e lo porta in casa per fare sesso con lui, per ripicca verso James. Seriamente dispiaciuto, James esamina nel frattempo la casa e scopre alcune foto e video di donne torturate e uccise, facendogli intuire che sono capitati nell'abitazione di un serial killer. Alyssa cambia idea e respinge Topher, rifiutandosi di fare sesso con lui. Dopo che Topher se n'è andato, Alyssa si addormenta nel letto e James non riesce a ucciderla, capendo che si sta innamorando di lei. In quel momento rientra il proprietario della casa, che capisce che c'è stata un'irruzione. James si nasconde sotto il letto, mentre l'uomo trova Alyssa e tenta di stuprarla. James interviene, pugnalandolo al collo e uccidendolo.

## Episodio 4
- Titolo originale: Episode 4
- Diretto da: Jonathan Entwistle
- Scritto da: Charlie Covell

### Trama
Dopo aver tentato inutilmente di spostare il cadavere, James e Alyssa ripuliscono la casa per cancellare le loro tracce; i due, inoltre, lasciano vicino al corpo le foto e filmati delle sue vittime e James nasconde il proprio coltello nello scarico della piscina. Dopo che i ragazzi se ne sono andati, la madre della vittima rientra in casa e scopre il corpo del figlio; si preoccupa di sbarazzarsi delle fotografie compromettenti, tenendo però il filmato. La polizia, guidata dalle agenti Eunice Noon e Teri Darego, inizia a investigare su Clive Koch, la vittima, e tramite Topher, il cui portafoglio è stato trovato sul luogo del delitto, scoprono la presenza di Alyssa e James nello stesso giorno e luogo del delitto. Alyssa comincia a diffidare dei comportamenti di James, così lo abbandona alla prima occasione. James, in seguito alle terribili sensazioni provate per l'omicidio di Koch, conclude di non essere uno psicopatico e chiama la polizia per denunciare un omicidio.

## Episodio 5
- Titolo originale: Episode 5
- Diretto da: Jonathan Entwistle, Lucy Tcherniak
- Scritto da: Charlie Covell

### Trama
In un flashback si vede come Vanessa, madre di James, si suicidò davanti ai suoi occhi undici anni prima, buttandosi con la propria auto in uno stagno. Nel presente, alla stazione di polizia, James cambia idea riguardo all'omicidio di Koch e racconta che l'omicidio di cui ha parlato al telefono era in realtà il suicidio di Vanessa. Pensando ad Alyssa, lascia poi la stazione di polizia per tornare al bar dove si erano lasciati. Phil, il padre di James, viene informato dalla polizia dell'auto incidentata e l'uomo conferma la presenza di Alyssa assieme al figlio. Anche i genitori della ragazza vengoni interrogati e così le poliziotte intuiscono i problemi nella famiglia. Alyssa, nel frattempo, scopre che le è venuto il ciclo e, mentre cerca di rubare biancheria intima pulita, viene fermata da una guardia di sicurezza. Successivamente viene lasciata andare e torna anche lei al bar dove si riconcilia con James. I due si accordano di continuare il viaggio verso Leslie, padre biologico di Alyssa.

## Episodio 6
- Titolo originale: Episode 6
- Diretto da: Lucy Tcherniak
- Scritto da: Charlie Covell

### Trama
James e Alyssa rubano un'auto ma, lungo la strada, devono fermarsi a fare benzina in una stazione di servizio. La direttrice sospetta che la macchina sia rubata e che non abbiano soldi per la benzina e, mentre cerca di bloccare Alyssa, viene minacciata da James che finge di avere una pistola e la rinchiude nel bagno. Il commesso cerca di unirsi al loro viaggio ma i due ragazzi riescono a lasciarlo indietro. Noon e Donaghue interrogano Flora, madre di Clive, sospettando che il figlio abbia effettivamente commesso violenze sessuali, ma la donna rifiuta le accuse; tuttavia, poco dopo, cambia idea e consegna loro la videocamera. Alyssa telefona alla madre Gwen informandola di non voler più tornare a casa. Dopo aver scoperto che Leslie ha cambiato casa, James e Alyssa giungono alla sua casa mobile lungo la costa.

## Episodio 7
- Titolo originale: Episode 7
- Diretto da: Lucy Tcherniak
- Scritto da: Charlie Covell

### Trama
James dà ad Alyssa e Leslie dello spazio per riconciliarsi. Si scopre che Leslie è un trafficante di droga, oltre ad essere un anticonformista. Nel frattempo, Tony, Gwen e Phil sono scossi emotivamente dopo avere visto i video che riprendevano la rapina fatta al distributore di benzina. Sia Darego che Noon dicono alla polizia di controllare il precedente domicilio di Leslie, pensando che i ragazzi non siano arrivati. Nel viaggio verso la precedente dimora di Leslie, si capisce che la moralità inflessibile e la testadaggine di Darego si scontra con la mente aperta ed empatica di Noon. Mentre Alyssa e Leslie si ricongiungono in un bar vicino, James si sente lontano da Alyssa. Alla precedente dimora di Leslie, Debbie nega alle due poliziotte di sapere dove sia Leslie. Lei va al bar per chiedere a Leslie aiuto per il loro figlio illegittimo, Milton. Quando Alyssa gli fa delle domande, Leslie scappa col suo furgone, investendo un cane. Sebbene abbia ucciso diversi animali prima, James non ce la fa a smettere di farlo soffrire colpendolo con una roccia, quindi lo fa Alyssa. Debbie svela a Noon dove trovare Leslie e Noon ci va senza Darego. Leslie vede un nuovo servizio su Alyssa e James alla televisione.

## Episodio 8
- Titolo originale: Episode 8
- Diretto da: Lucy Tcherniak
- Scritto da: Charlie Covell

### Trama
James e Alyssa seppelliscono il cane e per la prima volta James la bacia di sua iniziativa. Stanno per fare l'amore, ma Alyssa ripensa alle violenze subite ed insieme decidono di aspettare. All'alba, ripensando alla loro situazione, decidono di prendere la barca di Leslie e lasciare il Paese. Quando chiedono a Leslie le chiavi della barca, lui dice loro di sapere dei loro crimini, in segreto chiama il 911 e cerca di farli confessare. James capisce tutto e confessa assumendosi tutte le colpe. Noon, che sente tutto, arriva sulla scena e cerca di convincerli entrambi a costituirsi volontariamente per omicidio colposo mentre Leslie cerca di convincere Alyssa a lasciare arrestare James. Alyssa chiede a Noon se sia possibile restare con James dopo essersi consegnati. Quando Noon dice che sarebbe stato molto improbabile, Alyssa la colpisce con il fucile di Leslie, prende le chiavi della barca e corre verso la barca con James, solo per scoprire che c'è bassa marea. Quando la polizia si avvicina, James colpisce Alyssa col fucile per prendersi tutte le colpe e correre sulla spiaggia. Con una voce fuoricampo, James afferma che ha capito quello che le persone provano l'una per l'altra. Si sente uno sparo mentre l'episodio si conclude con una schermata nera.